# Телеграфный ключ

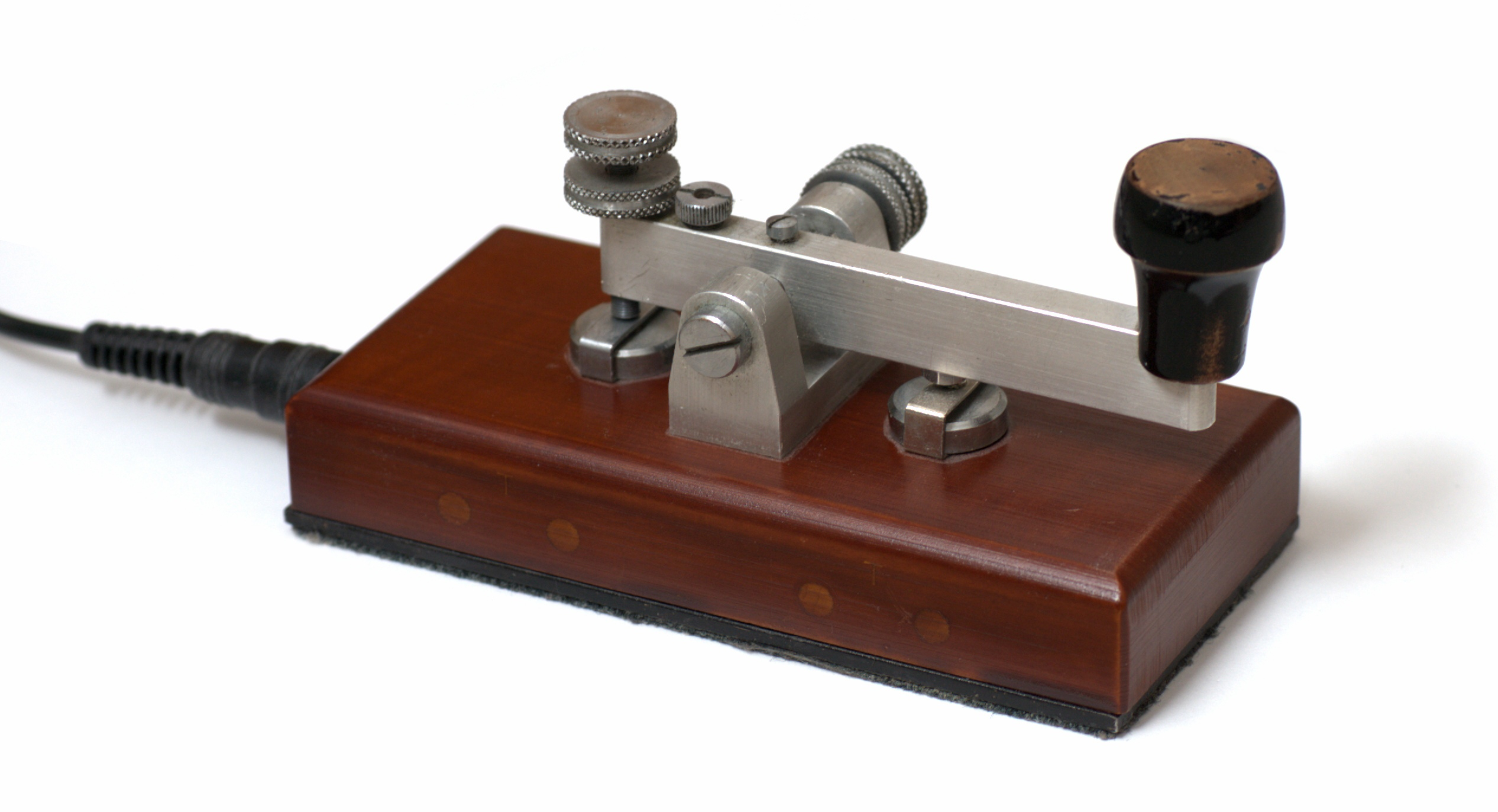
Телеграфный ключ классической конструкции (ключ Морзе, он же «вертикальный», «молоток», «клоподав» и т. п.)

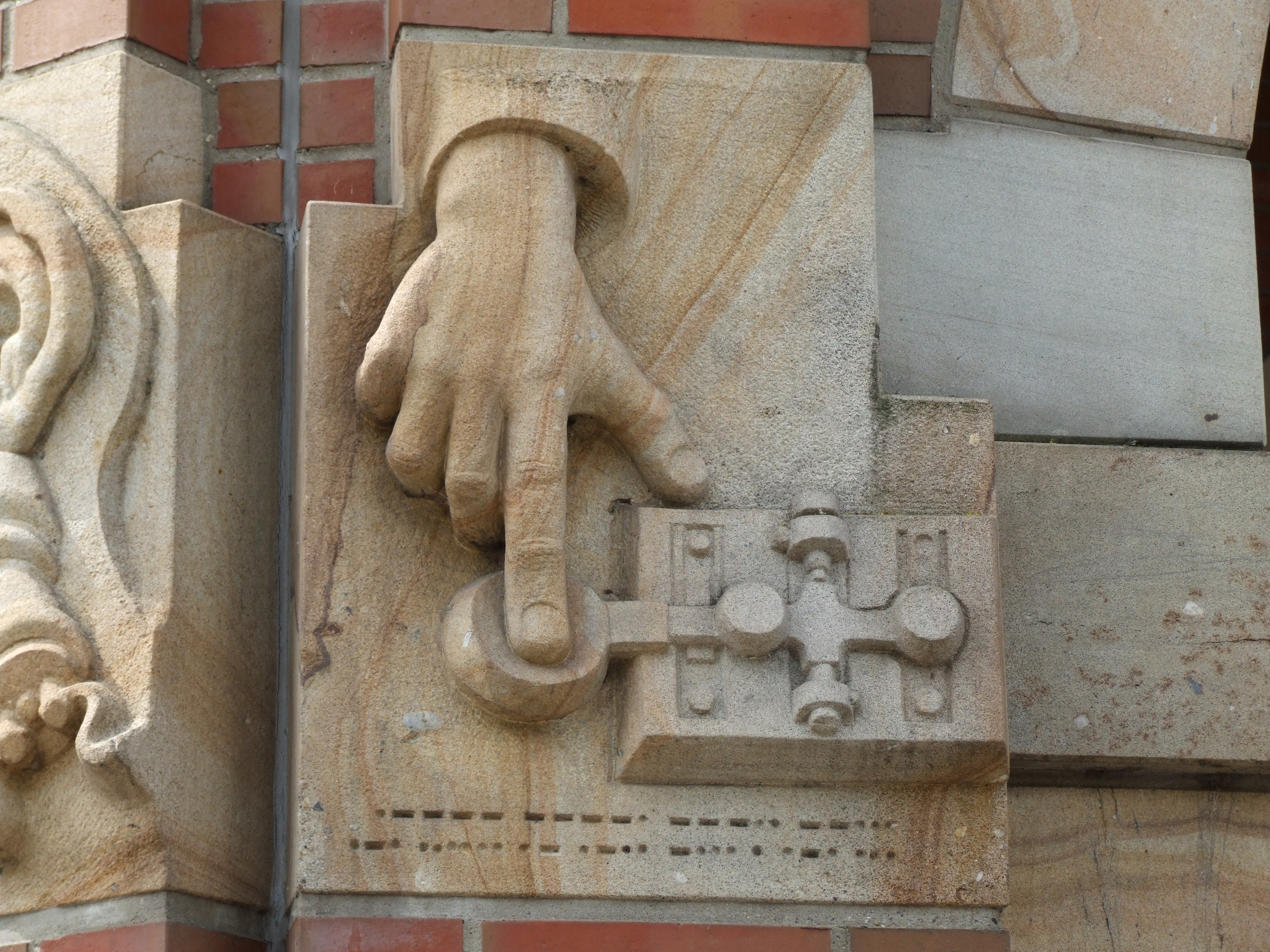
Барельеф на здании главного почтамта в Ольденбурге

Телеграфный ключ — обобщающий термин для любого переключающего устройства, используемого в основном для передачи знаков азбуки Морзе. Подобные ключи используются для всех видов ручной телеграфии, например — в электрическом телеграфе и радиотелеграфии.

## Разновидности

### Механические ключи

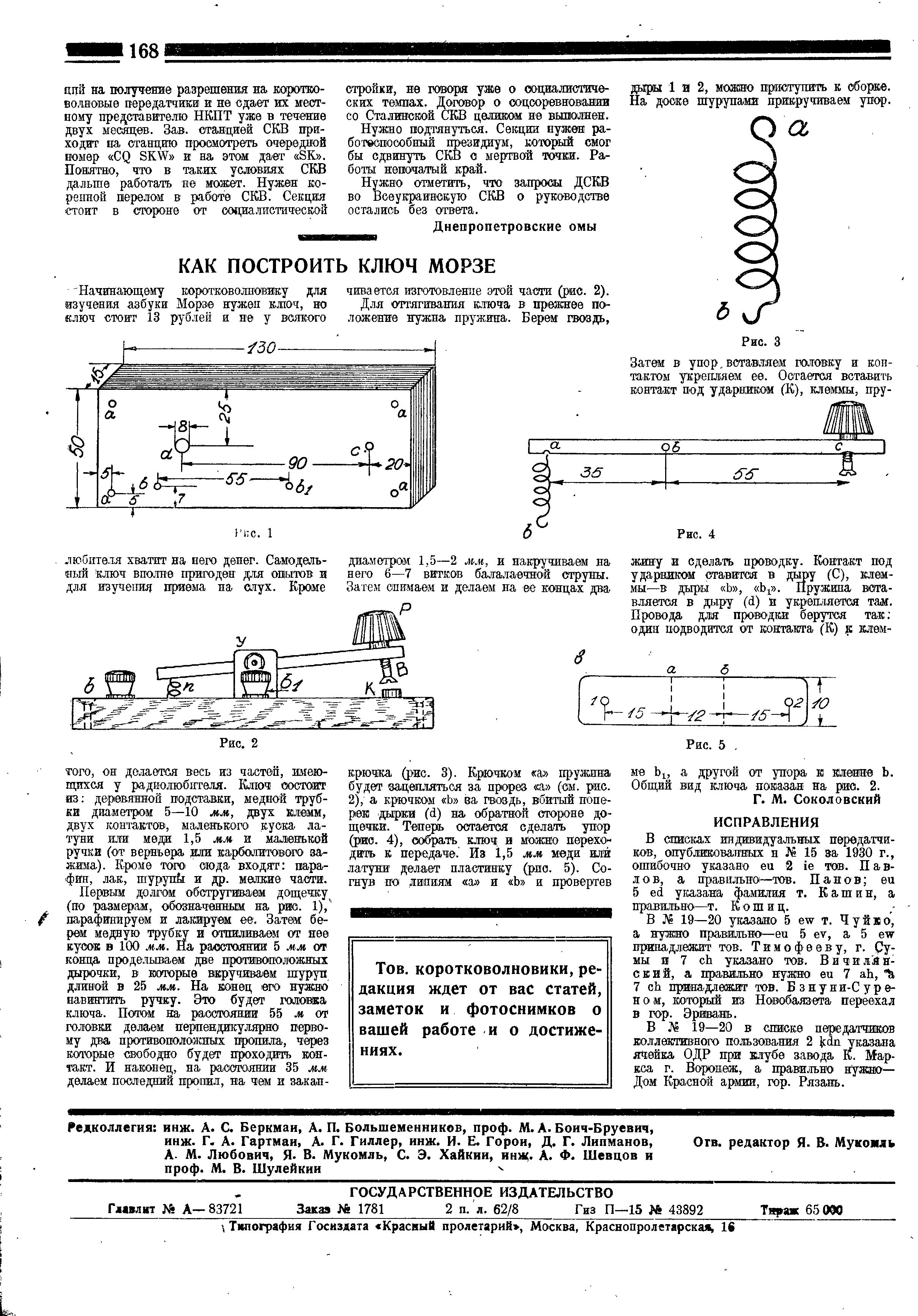
Описание самодельного ключа в журнале «Радиофронт» за 1930 г.

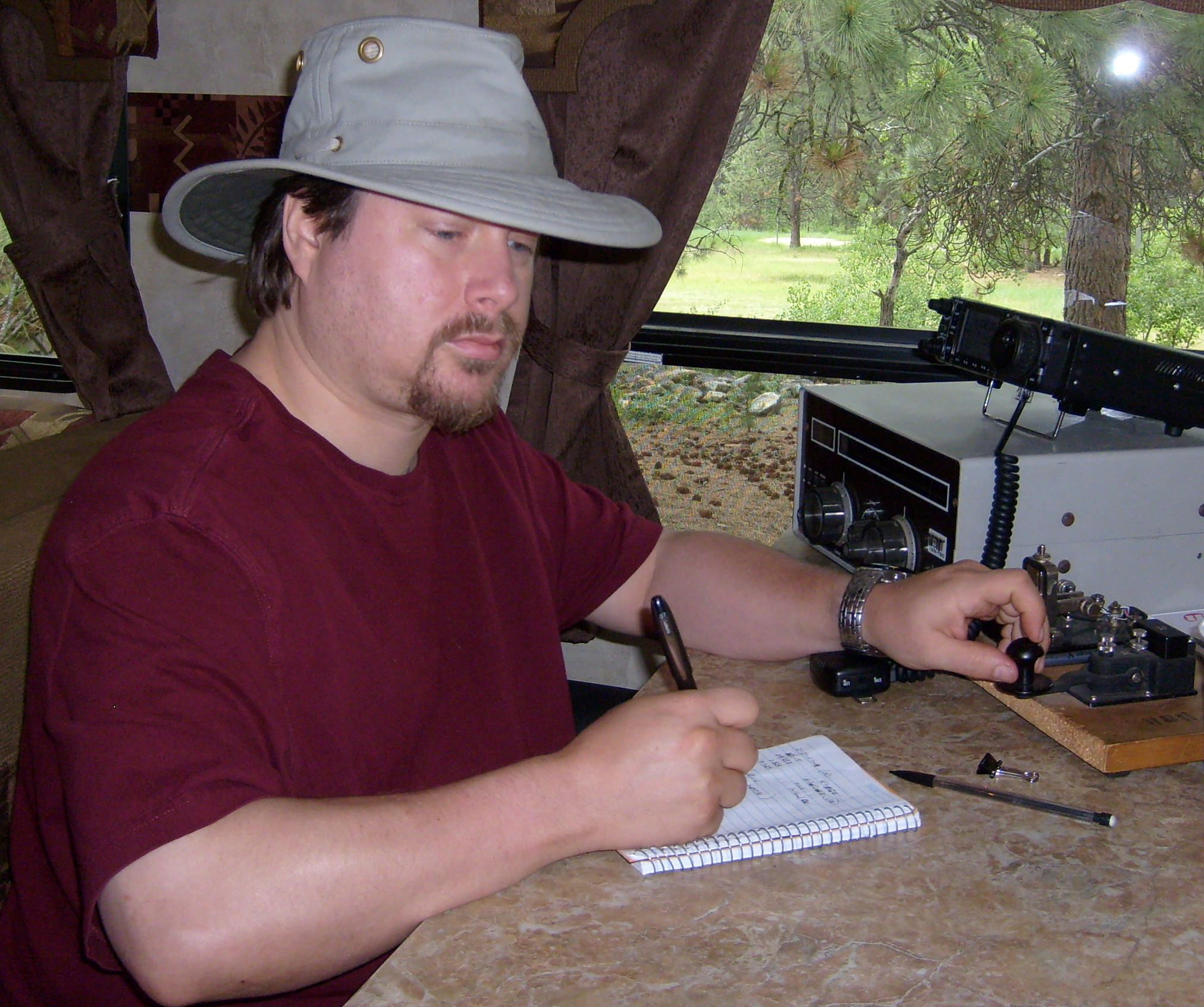
Работа на ключе с охватом головки пальцами

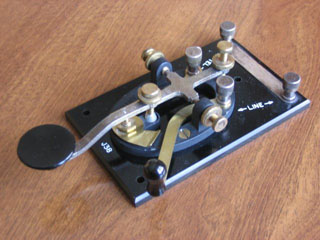
Американский ключ с плоской головкой, которую нажимают подушечками вытянутых пальцев

Традиционный телеграфный ключ (ключ Морзе) представляет собой подпружиненное коромысло, качающееся в вертикальной плоскости, установленное на достаточно устойчивом основании. Нажимая на конец коромысла, оператор замыкает единственный электрический контакт. Натяжение пружины и ход коромысла (зазор контактной группы) регулируются, чтобы обеспечить оператору комфортную работу. Есть ключи, в которых два контакта: один работает на замыкание, второй, одновременно, на размыкание цепи.
Известны несколько способов работы на классическом механическом ключе. Рука оператора может лежать на столе всем предплечьем, или опираться локтем, или находиться на весу; ключ нажимают движением пальцев или запястья; пальцы по-разному лежат на головке ключа. В разное время в разных странах и разных ведомствах преобладал тот или иной способ. Соответственно применялись разные ключи: с крупной округлой головкой, или, наоборот, с плоской и опущенной к столу, с опорой для пальцев под головкой или без неё.
Существуют ключи с горизонтальным движением коромысла, на жаргоне радистов они называются «пила» (по-русски) и «cootie» или «sidesweeper» по-английски. Техника работы на таком ключе совершенно иная, нежели на классическом. Контакт замыкается при нажатии коромысла в любую сторону. Оператор отбивает точки и тире, поочередно нажимая ключ вправо и влево.
Умение работать на механическом ключе считается базовым навыком для радиооператора независимо от того, насколько часто он будет им пользоваться на практике. До недавнего времени, например, для получения радиолюбительской лицензии необходимо было сдать обязательный экзамен по приему радиограмм на слух и передаче на механическом ключе (сейчас во многих странах это требование сильно смягчено).
Темп передачи на механическом ключе невысокий. На практике редко передают больше, чем 100—120 знаков в минуту. Быстрее работают только тренированные спортсмены-скоростники.

### Полуавтоматические ключи

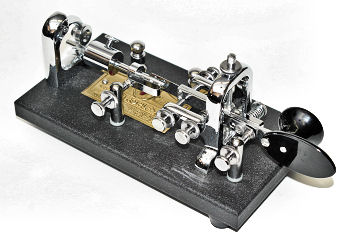
Полуавтоматический механический ключ фирмы Vibroplex

Полуавтоматический механический телеграфный ключ изобрел Хорейс Г. Мартин в 1890 году, а в 1904 получил патент на это изобретение. В этом ключе коромысло манипулятора качается в горизонтальной плоскости в обе стороны. Нажимая коромысло влево, оператор вручную передает тире. При резком нажатии вправо запускается маятниковый механизм, который автоматически формирует последовательность точек; когда оператор отпускает коромысло, передача точек прекращается. Темп формирования точек регулируется перемещением грузика на маятнике. Такие ключи, известные под названием «виброплекс» (по наименованию первой фирмы, выпустившей их на рынок), и другие подобные конструкции были широко распространены в первой половине XX в., затем их в основном вытеснили электронные ключи. В жаргоне радистов механический полуавтомат называется bug (с англ. — «жук»), так как на логотипе фирмы «Виброплекс» изображен жук.
Известны также механические ключи, автоматически отрабатывающие не только точки, но и тире.

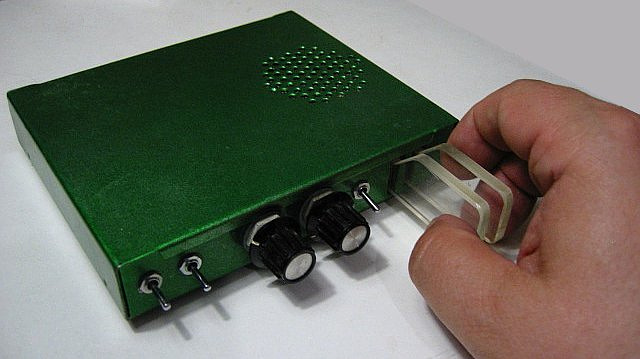
Электронный автоматический ключ со встроенным манипулятором

Электронные полуавтоматические ключи управляются двумя контактами. При замыкании одного из них электронная схема формирует серию точек, при замыкании другого — серию тире. Электронный ключ позволяет легко регулировать темп передачи, соотношение длительности посылок и пауз и выдерживать их с большой точностью. Первые электронные полуавтоматы появились в 1940-е — 1950-е годы и были построены на электронных лампах. Существовали также чисто электромеханические устройства, без электронных компонентов. Современные электронные ключи, построенные на микроконтроллерах, часто снабжаются дополнительными функциями, например, встроенной памятью, которая позволяет автоматически передавать несколько заранее записанных последовательностей символов, дисплеем, иногда даже совмещаются с устройством распознавания телеграфного кода.
В последнее время приобрели популярность так называемые «ямбические» ключи. Если одновременно замкнуть оба управляющих контакта такого ключа, он начинает формировать последовательность «точка-тире-точка-тире…» (или «тире-точка-тире-точка…», в зависимости от настройки). Это удобно при передаче некоторых знаков азбуки Морзе и позволяет оператору делать меньше движений. Естественно, чтобы использовать такую возможность, нужен манипулятор (см. ниже), позволяющий замкнуть сразу два контакта. Ямбические ключи обычно работают в одном из двух режимов. В изначальном режиме «А» ключ формирует последовательность до тех пор, пока замкнут хотя бы один контакт, и останавливается после проигрывания текущего элемента, на котором были разомкнуты контакты. Режим «B» появился из-за логической ошибки в одной из ранних версий ямбических ключей. В этом режиме проигрывается дополнительный противоположный элемент, если замкнутые оба контакта размыкаются после середины проигрывания текущего элемента. Пользователи, привыкшие к одному режиму, обычно испытывают трудности при работе ключом в другом режиме, поэтому ключи обычно имеют возможность выбора режима.
Многие современные передатчики и трансиверы уже содержат встроенный электронный ключ с разными режимами работы, так что к ним достаточно подключить подходящий манипулятор.
Следует отметить особенность английской терминологии: если любой механический ключ называется key, то электронный (только электронная схема, без манипулятора) — keyer.

### Манипуляторы электронного ключа

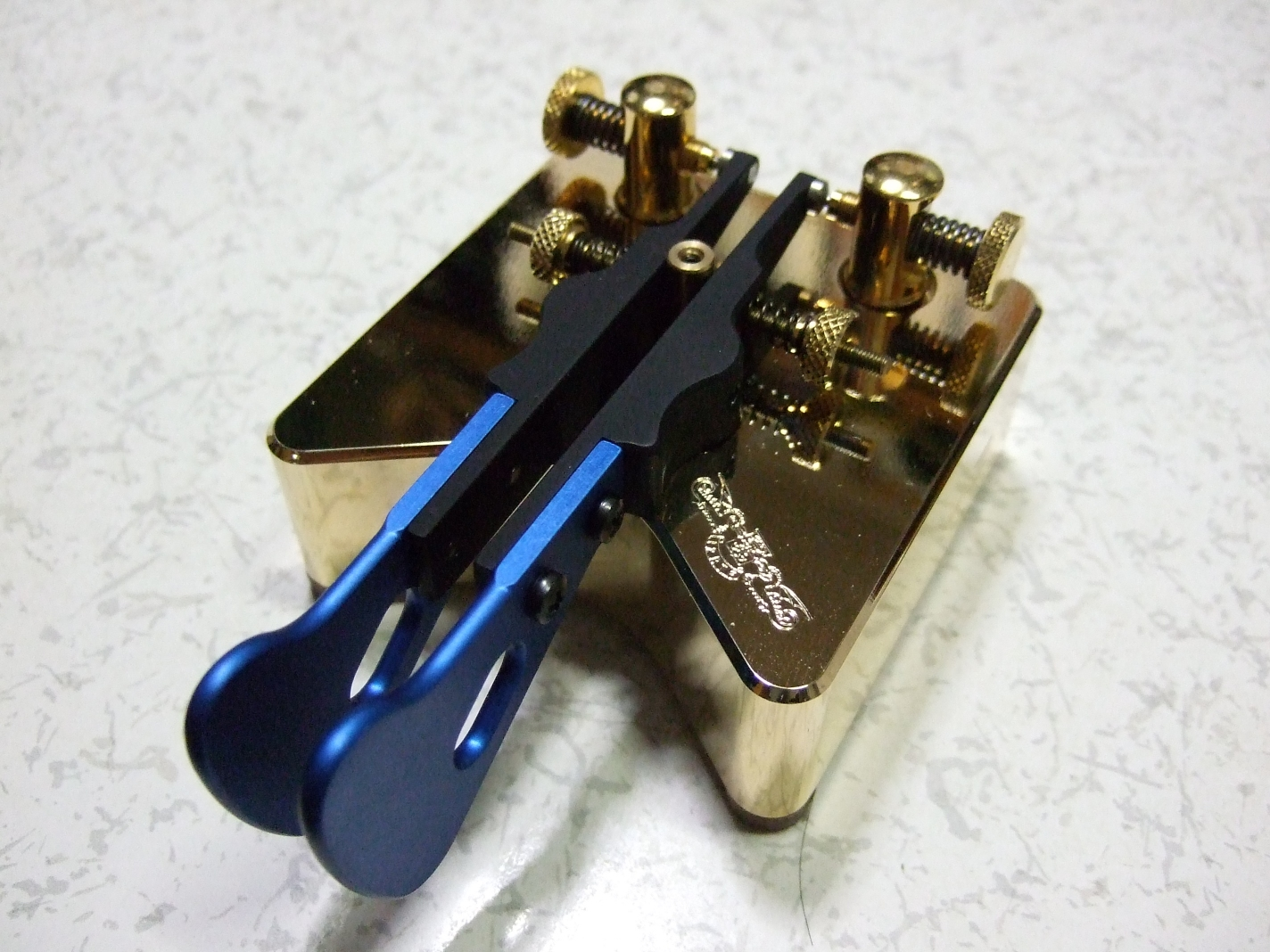
Двухрычажный манипулятор для электронного «ямбического» ключа